# Nieuwe Veste

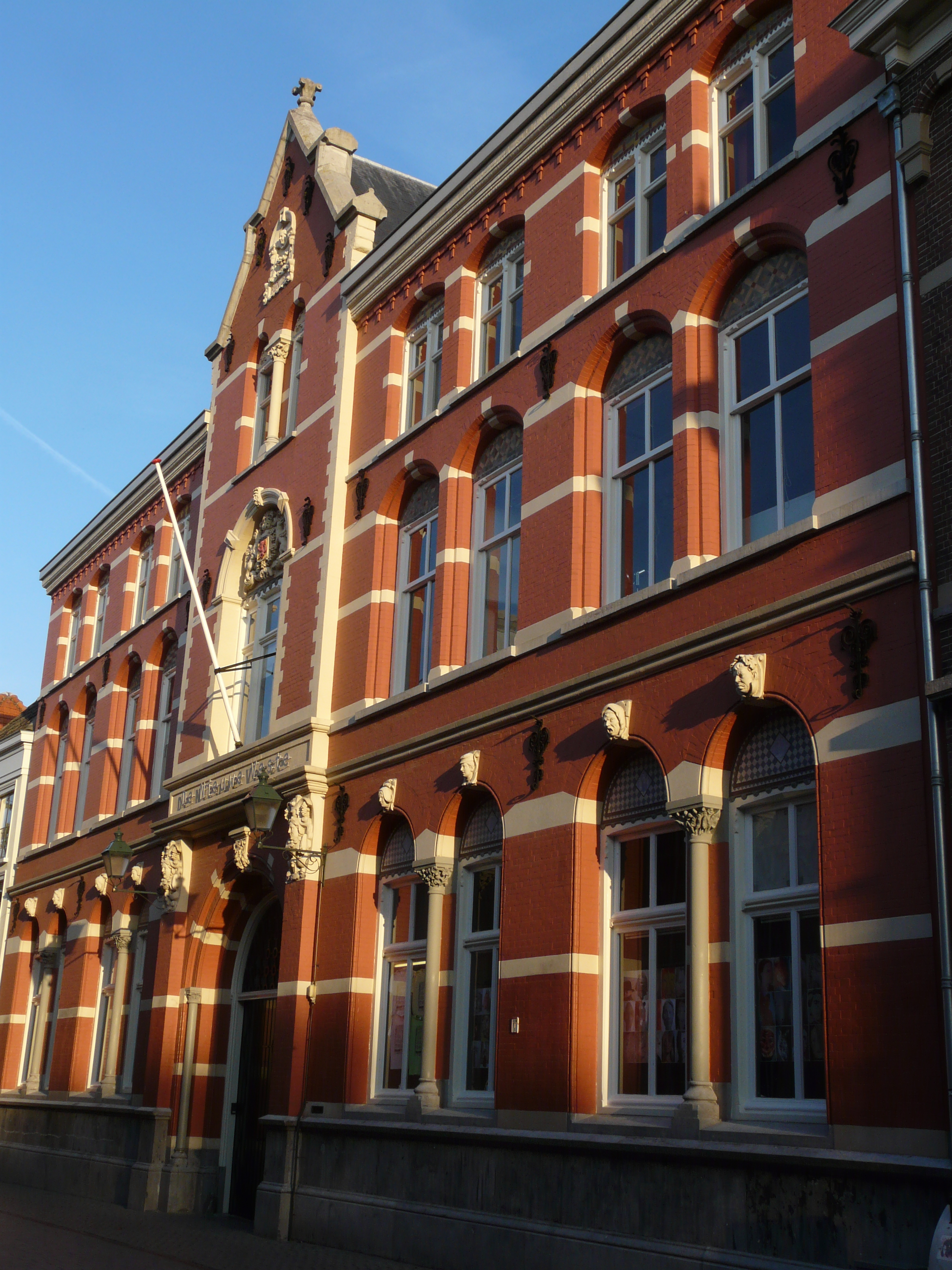
Huis Ocrum, Hoofdingang Nieuwe Veste

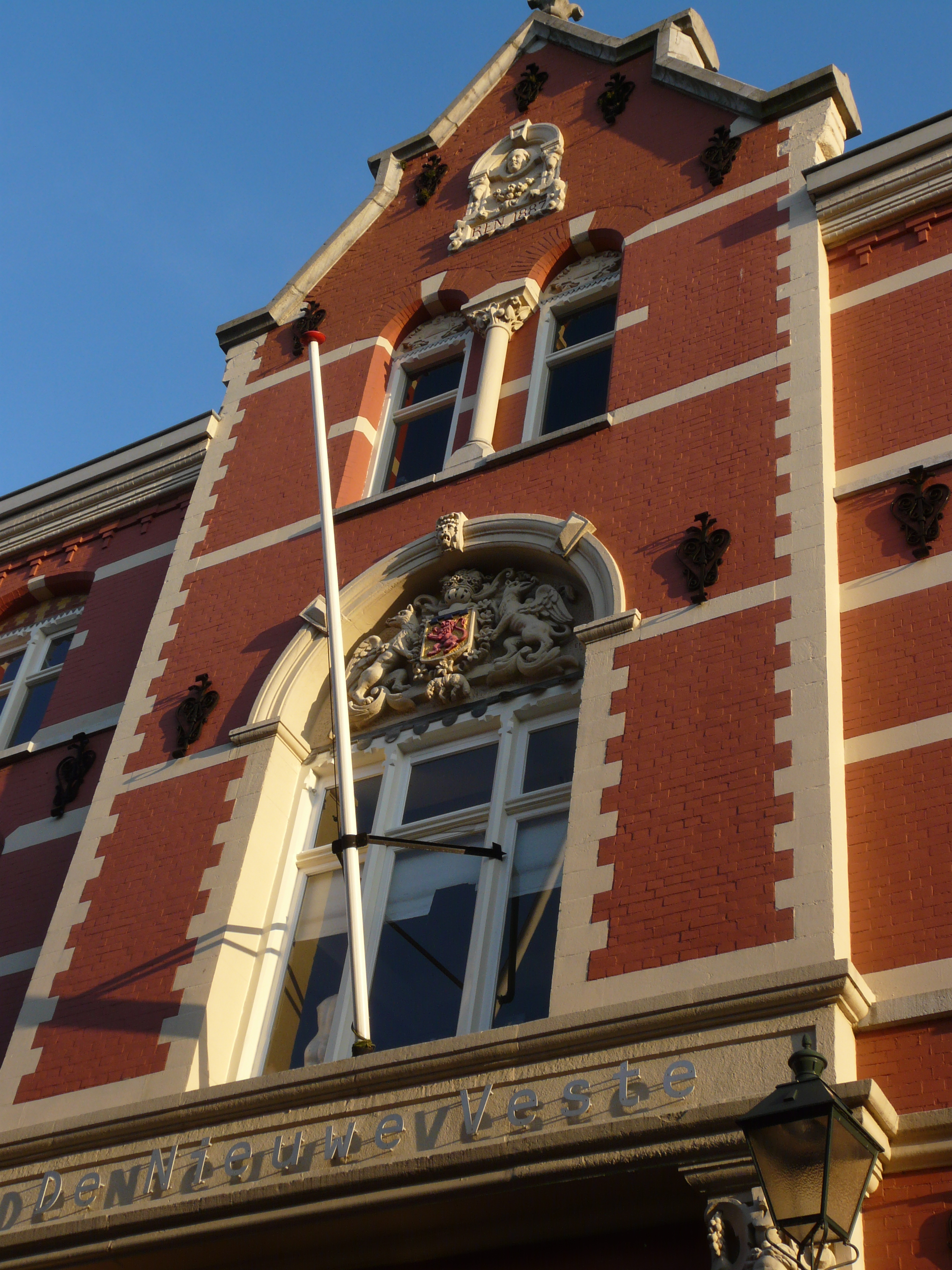
Detail ingang St. Jansstraat

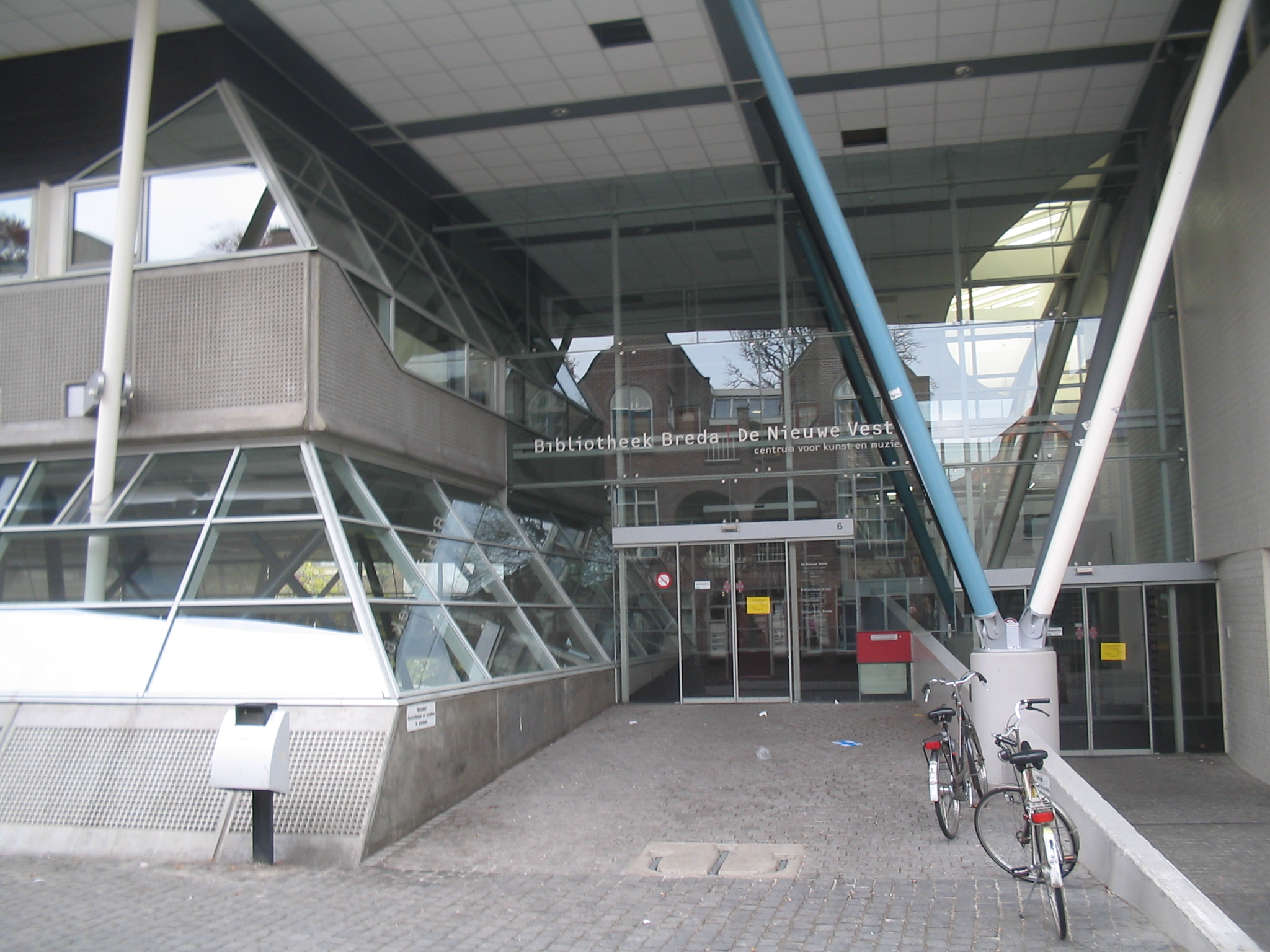
Ingang Molenstraat Nieuwe Veste en Bibliotheek Breda

Nieuwe Veste, Centrum voor de Kunsten, is een centrum voor diverse kunstvormen gelegen aan de Molenstraat 6 in de binnenstad van Breda in het stadsdeel Breda Centrum. In Nieuwe Veste staan vier kunstrichtingen centraal: muziek, beeldende kunst, theater en dans. Er vindt veel samenwerking plaats met de Bredase scholen. De samenwerking varieert van excursies tot maatwerk.
Het moderne gebouw met veel glas is ontworpen door de bekende architect Herman Hertzberger die tevens het nabijgelegen Chassé theater heeft ontworpen. De Nieuwe Veste beschikt over een concertzaal, een theaterzaal, een balletzaal, een regentenkamer, een opnamestudio, een kleine expositieruimte, een pantry, een foyer en diverse leslokalen en ateliers. Het bevindt zich boven de hoofdvestiging van de Bibliotheek Breda. In de bibliotheek is het Uitpunt Breda gevestigd, dat informatie geeft over culturele activiteiten in Breda.
Achter het gebouw staat een eeuwenoude moerbeiboom die gespaard moest blijven. Deze boom is vanuit de Nieuwe veste te zien. De wanden in de Nieuwe Veste zijn gebogen in verband met de akoestiek.
De concertzaal heeft 250 zitplaatsen. De zaal in de hoofdvestiging aan de Molenstraat 6 wordt vooral voor muziek gebruikt. Er zijn concerten van klassieke muziek tot pop en jazz. Er worden lessen, cursussen en workshops gegeven voor kinderen, jongeren en volwassenen op het gebied van muziek. Tevens zijn er nevenvestigingen.
De hoofdingang bevindt zich in de St. Janstraat 18 bij het rood gekleurde Huis Ocrum, wat van 1848 tot 1952 een rooms burgerweeshuis was. Via een binnenplaatsje komt men in de Nieuwe Veste. In mei 2009 bestond de Nieuwe Veste 15 jaar, wat gevierd werd met diverse activiteiten.
Het college van burgemeester en wethouders van de gemeente Breda heeft voorjaar 2011 besloten om het centrum voor de kunsten Nieuwe Veste en Bibliotheek Breda te verzelfstandigen tot één nieuwe organisatie. Dit besluit is gebaseerd op de uitkomst van een haalbaarheidsonderzoek naar verzelfstandiging van de twee instellingen waartoe in november 2010 opdracht is gegeven.